# Чешър
Чешър (на английски: Cheshire) е историческо, административно неметрополно и церемониално графство в регион Северозападна Англия, съставено само от 4 унитарни (самоуправляващи се) единици (т.е. няма областна администрация на ниво графство). Граничи с Мърсисайд, Голям Манчестър, Шропшър, Стафордшър, Дарбишър и Уелс.